# × Chadwickara
×Chadwickara é um género botânico pertencente à família das orquídeas (Orchidaceae).